# Singer World Series 1994
Die Singer World Series 1994 war ein Vier-Nationen-Turnier, das vom 4. bis zum 17. September 1994 in Sri Lanka im One-Day Cricket ausgetragen wurde. Bei dem zur internationalen Cricket-Saison 1994 gehörenden Turnier nahmen neben dem Gastgeber die Mannschaften aus Australien, Indien und Pakistan teil. Im Finale konnte sich Indien mit 6 Wickets gegen Sri Lanka durchsetzen.

## Vorgeschichte
Pakistan und Sri Lanka spielten direkt zuvor eine Tour in Sri Lanka, die Pakistan mit 2–0 in der Test-Serie und 4–1 in der ODI-Serie gewann. Für Australien und Indien war es die erste Tour der Saison.

## Format
In einer Vorrunde spielte jede Mannschaft gegen jede einmal. Für einen Sieg gab es zwei Punkte, für ein Unentschieden oder eine Absage einen. Die beiden Gruppenersten qualifizierten sich für das Finale und spielten dort um den Turniersieg.

## Stadien
Die folgenden Stadien wurden für den Wettbewerb als Austragungsort vorgesehen.
| Stadion                                 | Stadt   | Kapazität |
| --------------------------------------- | ------- | --------- |
| Paikiasothy Saravanamuttu Stadium (PPS) | Colombo | 15.000    |
| R. Premadasa Stadium (RPS)              | Colombo | 35.000    |
| Sinhalese Sports Club Ground (SSC)      | Colombo | 10.000    |

## Spiele

### Vorrunde
Tabelle
| Teams      | Sp. | S | N | U | R | A | Punkte | RR    |
| ---------- | --- | - | - | - | - | - | ------ | ----- |
| Sri Lanka  | 3   | 3 | 0 | 0 | 0 | 0 | 6      | 4.730 |
| Indien     | 3   | 1 | 1 | 0 | 0 | 1 | 3      | 4.947 |
| Australien | 3   | 1 | 2 | 0 | 0 | 0 | 2      | 4.127 |
| Pakistan   | 3   | 0 | 2 | 0 | 0 | 1 | 1      | 3.610 |

Sieg: 2 Punkte; Remis: 1 Punkte
Spiele
| 4. September Scorecard | Colombo (RPS) | Indien 16-0 (14) | – | Sri Lanka |
|                        |               | No Result        |   |           |

| 5. September Scorecard | Colombo (RPS) | Indien 125-5 (25/25)            | – | Sri Lanka 126-3 (24.2/25) |
|                        |               | Sri Lanka gewinnt mit 7 Wickets |   |                           |

| 7. September Scorecard | Colombo (SSC) | Australien 179-7 (50)          | – | Pakistan 151-9 (50) |
|                        |               | Australien gewinnt mit 28 Runs |   |                     |

| 9. September Scorecard | Colombo (RPS) | Indien 246-8 (50)          | – | Australien 215 (47.4) |
|                        |               | Indien gewinnt mit 31 Runs |   |                       |

| 11. September Scorecard | Colombo (SSC) | Pakistan 210-6 (50)             | – | Sri Lanka 213-3 (47.2) |
|                         |               | Sri Lanka gewinnt mit 7 Wickets |   |                        |

| 13. September Scorecard | Colombo (PPS) | Australien 225-6 (50)           | – | Sri Lanka 164-4 (34.4/36) |
|                         |               | Sri Lanka gewinnt mit 6 Wickets |   |                           |

| 15./16. September Scorecard | Colombo (RPS) | Indien   | – | Pakistan |
|                             |               | Abgesagt |   |          |

### Finale
| 17. September Scorecard | Colombo (SSC) | Sri Lanka 98-9 (25/25)       | – | Indien 99-4 (23.4/25) |
|                         |               | Indien gewinnt mit 6 Wickets |   |                       |